# Водосховища Вінницької області

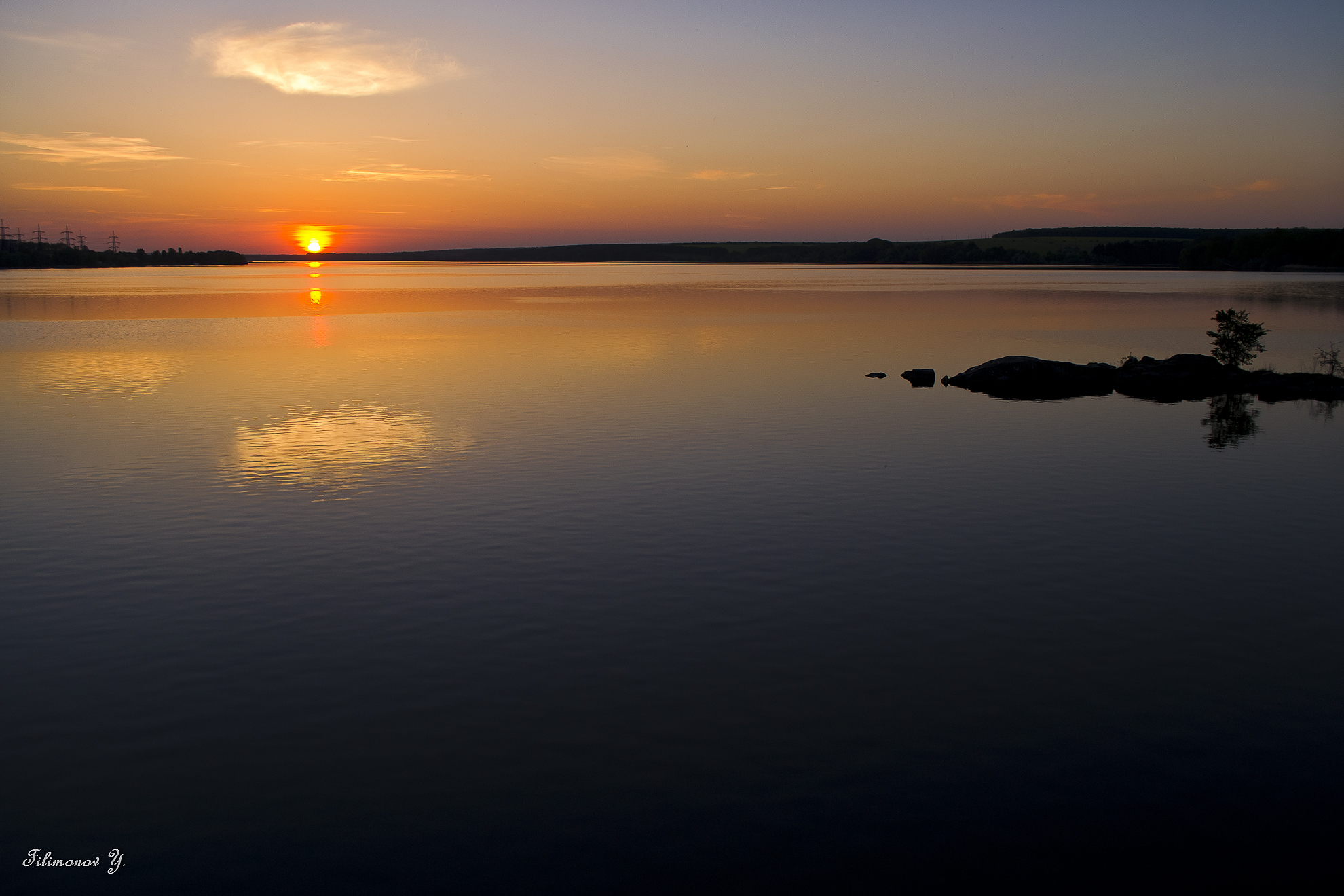
Ладижинське водосховище, річці Південний Буг.

Водосховища Вінницької області — водосховища, які розташовані на території Вінницької області (в адміністративних районах і басейнах річок).
На території Вінницької області налічується — 52 водосховища, загальною площею понад — 9658 га, об'ємом — 293 млн м³.

## Загальна характеристика
Територія Вінницької області становить 26,5 тис. км² (4,4 % площі України).
Гідрографічна мережа належить до басейнів трьох основних річок України — Південного Бугу, Дністра і Дніпра, на басейни яких припадає відповідно 62, 28 і 10 % території області.
Для річок області характерною є висока ступінь зарегульованості штучними водоймами — водосховищами і ставками.
Водосховища знаходяться в задовільному технічному стані. Більшість водосховищ — 49 (або 94 %) відносяться до малих (об'ємом менше 10 млн м³), 2 — до невеликих та одне — Ладижинське — відноситься до середніх.
За цільовим призначенням водосховища області використовуються для потреб енергетики, водопостачання, риборозведення, культурно-побутових цілей.
Найбільше водосховище області — Ладижинське — створене в 1964 р. як водойма-охолоджувач Ладижинської ТЕС.
Довжина цього водосховища 45 км, максимальна ширина — 1,2 км, площа 21,9 км², пересічна глибина — 6,9 м, максимальна глибина (біля греблі) — 17,8 м. Повний об'єм — 150,0 млн м³, корисний — 39,0 млн м³. Мінералізація води — 460—710 мг/дм³.

## Водосховища (вдсх) у межах адміністративних районів та міст обласного підпорядкування Вінницької області[1]
| Район, місто          | Кількість вдсх, шт. | Площа вдсх, га | Об'єм вдсх — повний, млн м³ | Об'єм вдсх — корисний, млн м³ | В оренді, шт. | В оренді, га |
| --------------------- | ------------------- | -------------- | --------------------------- | ----------------------------- | ------------- | ------------ |
| Барський              | 7                   | 800            | 14,6                        | 11,7                          | -**           | -            |
| Бершадський           | 4                   | 648            | 11,2                        | 8,8                           | -             | -            |
| Вінницький            | -*                  | -              | -                           | -                             | -             | -            |
| Гайсинський           | 1                   | 385            | 11,1                        | 7,1                           | —             | —            |
| Жмеринський           | 6                   | 537            | 10,6                        | 8,2                           | 3             | 312          |
| Іллінецький           | 2                   | 159            | 2,6                         | 2,3                           | -             | -            |
| Калинівський          | 7                   | 886            | 13,4                        | 12,1                          | -             | -            |
| Козятинський          | 2                   | 174            | 3,0                         | 2,6                           | -             | -            |
| Крижопільський        | -                   | -              | -                           | -                             | -             | -            |
| Липовецький           | 3                   | 369            | 5,2                         | 4,2                           | -             | -            |
| Літинський            | 4                   | 1146           | 16,4                        | 13,5                          | -             | -            |
| Могилів-Подільський   | -                   | -              | -                           | -                             | -             | -            |
| Мурованокуриловецький | -                   | -              | -                           | -                             | -             | -            |
| Немирівський          | 1                   | 130            | 3,3                         | 0,3                           | -             | -            |
| Оратівський           | 2                   | 196            | 3,5                         | 2,5                           | 1             | 128          |
| Піщанський            | -                   | -              | -                           | -                             | -             | -            |
| Погребищенський       | -                   | -              | -                           | -                             | -             | -            |
| Теплицький            | -                   | -              | -                           | -                             | -             | -            |
| Тиврівський           | 1                   | 395            | 8,6                         | 2,2                           | —             | -            |
| Томашпільський        | -                   | -              | -                           | -                             | -             | -            |
| Тростянецький         | 1                   | 338            | 10,7                        | 4,2                           | -             | -            |
| Тульчинський          | 3                   | 266            | 5,0                         | 4,3                           | 2             | 176          |
| Хмільницький          | 3                   | 351            | 4,4                         | 2,3                           | -             | -            |
| Чернівецький          | 1                   | 56             | 2,1                         | 1,1                           | -             | -            |
| Чечельницький         | -                   | -              | -                           | -                             | -             | -            |
| Шаргородський         | 2                   | 345            | 8,7                         | 7,8                           | -             | -            |
| Ямпільський           | -                   | -              | -                           | -                             | -             | -            |
| м. Вінниця            | 1                   | 290            | 8,6                         | 1,8                           | -             | -            |
| м. Ладижин            | 1                   | 2187           | 150,0                       | 39,0                          | —             | —            |
| Разом                 | 52                  | 9658           | 293                         | 136                           | 6             | 616          |

Примітки: -* — немає водосховищ на території району;
-* — немає водосховищ, переданих в оренду.
З 52 водосховищ Вінницької області лише 6 (11 %) використовуються на умовах оренди, 8 % — на балансі водогосподарських організацій.

## Водосховища (вдсх) у межах основнихрайонів річкових басейнівна території Вінницької області[1]
| Район річкового басейну | Кількість вдсх, шт. | Площа вдсх, га | Об'єм вдсх — повний, млн м³ | Об'єм вдсх — корисний, млн м³ | В оренді, шт. | В оренді, га |
| ----------------------- | ------------------- | -------------- | --------------------------- | ----------------------------- | ------------- | ------------ |
| Дніпра, у тому числі    | 3                   | 286            | 5,4                         | 4,1                           | 1             | 128          |
| р. Рось                 | 2                   | 196            | 3,5                         | 2,5                           | 1             | 128          |
| Дністра                 | 7                   | 768            | 18,6                        | 14,9                          | 1             | 95           |
| Південного Бугу         | 42                  | 8604           | 269,0                       | 117,0                         | 4             | 393          |
| Разом                   | 52                  | 9658           | 293                         | 136                           | 6             | 616          |

У межах району річкового басейну Південного Бугу розташовано 81 % водосховищ області; на район річкового басейну Дністра припадає 13 % та в межах району річкового басейну Дніпра — 6 % водосховищ області.

## Водосховища об'ємом понад 10млн м³ на території Вінницької області[1]
| Назва водосховища, річки (басейну)        | Місцезнаходження (населений пункт, район) | Площа, га | Об'єм повний, млн м³ | Об'єм корисний, млн м³ |
| ----------------------------------------- | ----------------------------------------- | --------- | -------------------- | ---------------------- |
| Ладижинське, р. Південний Буг             | м. Ладижин                                | 2187      | 150,0                | 39,0                   |
| Глибочанське, р. Південний Буг            | с. Глибочок, Тростянецький                | 338       | 10,7                 | 4,2                    |
| Дмитренківське, р. Соб (р. Південний Буг) | с. Дмитренки, Гайсинський                 | 385       | 11,1                 | 7,1                    |